# Juan Torres Sala
Juan Torres Sala de Orduña y Feliu (Pego, 6 de febrero de 1892 - Valencia, 23 de julio de 1974) fue un terrateniente, abogado y político español, diputado por la CEDA en Cortes durante la Segunda República.

## Biografía
Heredero de dos familias de caciques, se casó con la marquesa de Valero de Palma. Estudió Derecho y llegó a ser un destacado entomólogo y miembro de la Real Sociedad Española de Historia Natural. De perfil político conservador, tuvo su influencia durante la dictadura de Primo de Rivera, llegando a ser alcalde de su ciudad natal entre 1930 y 1931. Después militó en la Derecha Regional Agraria y en Acción Popular, partido con el que sería elegido como diputado por la provincia de Alicante dentro de las listas de la CEDA en las elecciones generales de 1933 y 1936.
Durante la guerra civil española, apoyó al ejército sublevado. Al terminar la contienda, llegó a ser concejal y teniente de alcalde del ayuntamiento de Valencia (1943-1947); más tarde ocupó los cargos de director del Centro de Cultura Valenciana y de la Institución Alfons el Magnànim.

### Colección entomológica
A su muerte, y de acuerdo con su testamento, se constituyó la Fundación Entomológica Torres Sala, depositaria de una colección de más de 100 000 ejemplares de insectos europeos -con una importante representación de la fauna valenciana-, de América del Sur, Asia, África y Oceanía. Toda la colección llegó a formar parte del patronato del ayuntamiento de Valencia y de su diputación. El 30 de junio de 2012, la Generalidad Valenciana, el Ayuntamiento y la Diputación liquidaron la Fundación, lo que supuso el cierre de dicho museo.
La colección de hemípteros de los fondos de Torres Sala fue cedida en 1965 al Museo de Zoología de Barcelona, conservándose actualmente en el Museo de Ciencias Naturales de la ciudad condal.